# Helminthe
 (avril 2023).
Si vous disposez d'ouvrages ou d'articles de référence ou si vous connaissez des sites web de qualité traitant du thème abordé ici, merci de compléter l'article en donnant les références utiles à sa vérifiabilité et en les liant à la section « Notes et références ».
Taxons concernés
- sous-règne :
  - Eumetazoa (ou métazoaires supérieurs,
dont des helminthes)
- Embranchements :
  - Plathelminthes (ou vers plats)
  - Nématozoaires (ou vers ronds)Espèce la plus connue
- Ténia (ou ver solitaire)modifier

Helminthe est un ancien nom vulgarisé synonyme de vers parasites. Dans les helminthes sont inclus des représentants de deux groupes d'animaux qui comprennent chacun à la fois des vers parasites et des vers non parasites et qui ont « helminthe » dans leur nom, les Plathelminthes et les Némathelminthes; mais les Acanthocéphales (un autre groupe) sont aussi des helminthes. Le terme helminthe ne correspond donc pas à une catégorie zoologique précise et surtout pas à un groupe monophylétique.
Le ver solitaire est un des helminthes les plus connus.

## Classement
On distingue ; 

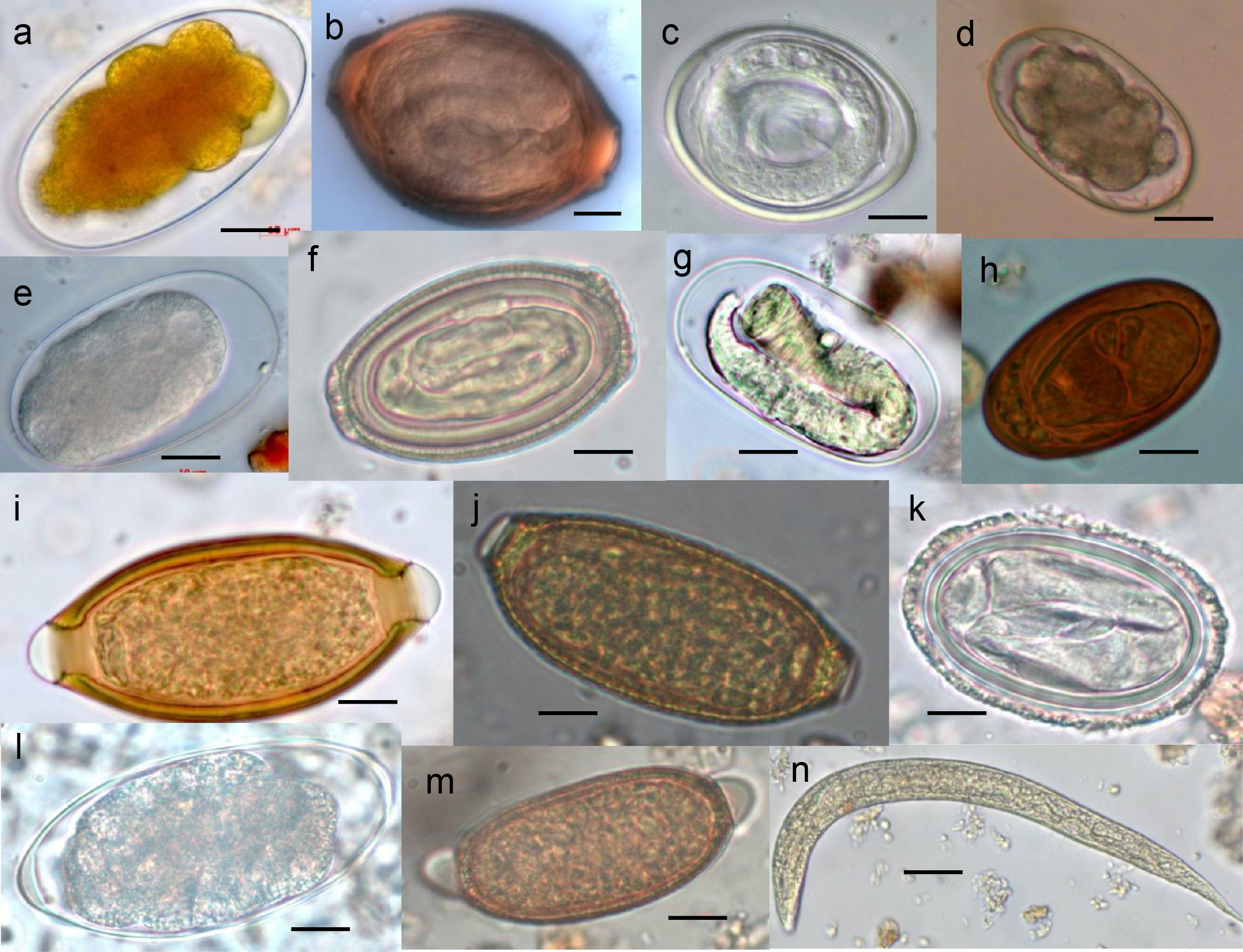
Œufs et larves d'helminthes dans des excréments de singes en Afrique.

- les Nématozoaires ou némathelminthes (vers ronds). Ils ont souvent un cycle direct mais peuvent aussi utiliser au moins un hôte intermédiaire (obligatoire ou facultatif, selon l'espèce) (ex. : ascaris). Les Acanthocéphales sont ceux des Némathelminthes qui ont au moins un hôte intermédiaire obligatoire.
- les vers plats (ou Plathelminthes). Cette catégorie est subdivisée en :
  - vers plats segmentés (ou cestodes), généralement en forme de ruban et nécessitant un hôte intermédiaire (exemple : ténia) ;
  - vers plats non segmentés (ou trématodes, dont schistosomes et douves). Les trématodes sont aplatis en forme de feuille et se développent en un cycle complexe, faisant appel à au moins deux hôtes intermédiaires distincts, dont un mollusque aquatique le plus souvent (ex :Douve du foie).

## Mode de vie
Les helminthes, selon l'espèce considérée et leur étape de développement, parasitent différents organes, dont :
- intestin,
- réseaux sanguin et lymphatique,
- tissus conjonctifs,
- organes creux : cavités urogénitales, poumons (ex : Syngamus trachea, parasite hématophage des poumons des oiseaux).

## Diagnostic
Il se fait par observation macroscopique des selles (où l'on peut voir à l'œil nu les femelles d'oxyures ou des anneaux de ténias…) ou détection au microscope sur des échantillons à l'état frais d'œufs ou de larves.

## Répartition
Les helmintes sont répandus dans le monde entier, avec une nette prédominance dans la ceinture intertropicale où les verminoses sont un problème sanitaire considérable, dont on imagine mal l'ampleur quand on vit en Europe.

## Traitement
Les médicaments ou pesticides qui tuent les helminthes sont dits anthelminthique ou vermifuges (ex : acide domoïque).
Les réponses immunitaires aux helminthes chez les individus et les populations, principalement en Afrique sont étudiées notamment par le laboratoire de Francisca Mutapi à l'université d'Édimbourg, le Parasite Immuno-epidemiology Group.